# Czech Hockey Games 2009 (duben)
Turnaj se odehrál od 16.4.2009 do 19.4.2009 v Liberci. Zápas Finsko - Rusko byl odehrán v Tampere (Finsko).
| Tým 1   | Výsledek                     | Tým 2   | Zpráva |
| ------- | ---------------------------- | ------- | ------ |
| Finsko  | 4:2 (1:0, 0:2, 3:0)          | Rusko   | Zpráva |
| Švédsko | 1:2 (0:0, 1:1, 0:1)          | Česko   | Zpráva |
| Švédsko | 5:4 PP (2:1, 2:2, 0:1 - 1:0) | Finsko  | Zpráva |
| Česko   | 3:4 (1:2, 1:1, 1:1)          | Rusko   | Zpráva |
| Rusko   | 6:3 (2:0, 2:1, 2:2)          | Švédsko | Zpráva |
| Česko   | 4:3 PP (2:2, 0:0, 1:1 - 1:0) | Finsko  | Zpráva |

## Tabulka
| Poř. | Tým     | Z | V | VP | PP | P | VG | OG | B |
| ---- | ------- | - | - | -- | -- | - | -- | -- | - |
| 1.   | Rusko   | 3 | 2 | 0  | 0  | 1 | 12 | 10 | 6 |
| 2.   | Česko   | 3 | 1 | 1  | 0  | 1 | 9  | 8  | 5 |
| 3.   | Finsko  | 3 | 1 | 0  | 1  | 1 | 11 | 11 | 4 |
| 4.   | Švédsko | 3 | 1 | 0  | 0  | 2 | 9  | 12 | 3 |

Z = Odehrané zápasy; V = Výhry; VP = Výhry v prodloužení/nájezdech; PP = Prohry v prodloužení/nájezdech; VG = vstřelené góly; OG = obdržené góly; B = Body

## Nejlepší hráči
| Pozice  | Hráč            |
| ------- | --------------- |
| Brankář | Jakub Štěpánek  |
| Obránce | Janne Niinimaa  |
| Útočník | Sergej Mozjakin |

### All-Star-Team
- Nebyl nominován.